# Liangyuan
För andra betydelser, se Liangyuan (olika betydelser).
Liangyuan är ett stadsdistrikt och säte för stadsfullmäktige i Shangqiu i Henan-provinsen i norra Kina.